# Reuben College, Oxford

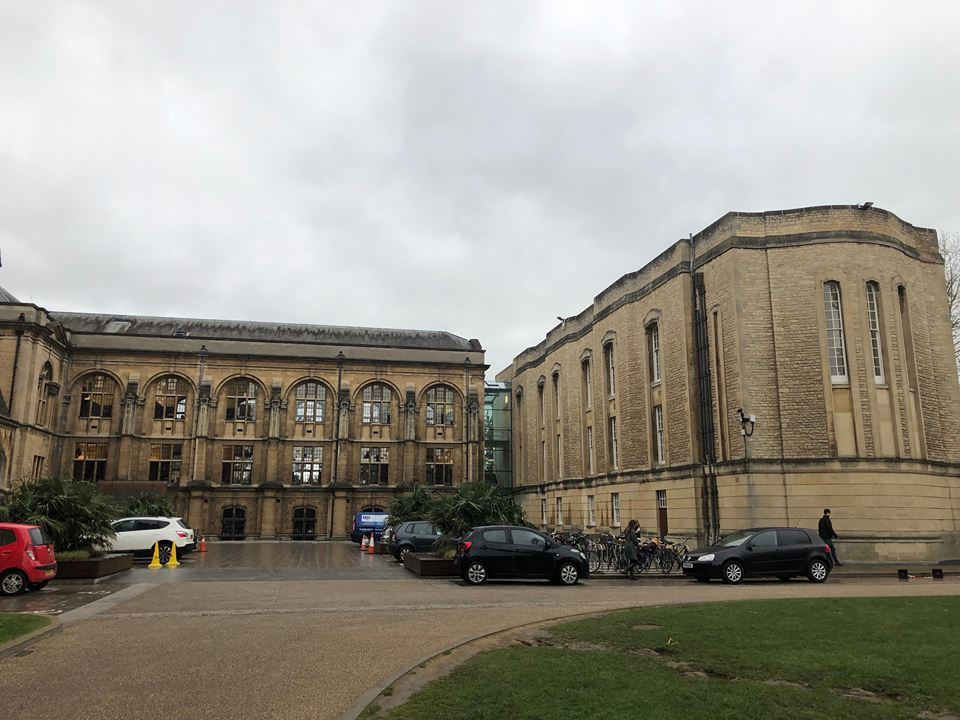
Radcliffe Science Library är avsett att genomgå en större ombyggnad under början av 2020-talet för att inhysa colleget.

Reuben College är ett nytt college för postgraduala studier vid Oxfords universitet, grundat 2019 som Parks College. Ett formellt beslut om grundandet fattades av Oxfords universitets beslutande församling i maj 2019. Colleget blev då det första nya Oxbridge-colleget på en generation sedan Kellogg College öppnade i Oxford 1990. Ett namnbyte till Reuben College gjordes 2020 som erkännande av en gåva på £80 miljoner  från stiftelsen Reuben Foundation. De första studenterna antogs för läsåret 2021/2022 och colleget öppnade i Radcliffe Science Librarys tidigare lokaler 2023.
I samband med grundandet tillkännagavs att collegets forskarutbildning och forskningsverksamhet skulle fokuseras inom tre tvärvetenskapliga områden: Artificiell intelligens och maskininlärning, Miljöförändringar samt Cellulär livsvetenskap. 2020 tillkom även ett fjärde område, Etik och värderingar.